# Wilgenhoutwesp
De wilgenhoutwesp (Xiphydria camelus) is een vliesvleugelig insect uit de familie Xiphydriidae. De wetenschappelijke naam van de soort is gepubliceerd in 1758 door Linnaeus in de tiende editie van Systema naturae. 